# Mike Stutzel
Mike Stutzel (* 28. Februar 1979 in Victoria, British Columbia) ist ein ehemaliger kanadischer Eishockeyspieler, der im Verlauf seiner aktiven Karriere zwischen 1999 und 2008 hauptsächlich in der American Hockey League (AHL) und ECHL auf der Position des linken Flügelstürmers gespielt hat. Darüber hinaus bestritt Stutzel neun Partien für die Phoenix Coyotes in der National Hockey League (NHL).

## Karriere
Stutzel spielte während seiner Zeit bei den Junioren zwischen 1995 und 1999 in der British Columbia Hockey League (BCHL). Dort war der Stürmer zunächst etwas mehr als zwei Spielzeiten für die Powell River (Paper) Kings aktiv, ehe er im Verlauf der Saison 1997/98 zum Ligakonkurrenten Prince George Spruce Kings transferiert wurde. Dort beendete er nach der Spielzeit 1998/99 seine Juniorenkarriere und wechselte anschließend an die Northern Michigan University. Dort war Stutzel zwischen 1999 und 2003 vier Jahre lang – parallel zu seiner akademischen Ausbildung – für die Eishockeymannschaft der Universität aktiv. Mit dieser lief er in der Central Collegiate Hockey Association (CCHA) im Spielbetrieb der National Collegiate Athletic Association (NCAA) auf. In insgesamt 126 Einsätzen sammelte der Kanadier dabei 92 Scorerpunkte, alleine 42 davon in seinem letzten Collegejahr.
Nach der Beendigung seines Studiums erhielt der ungedraftete Flügelstürmer im April 2003 einen Vertrag bei den Phoenix Coyotes aus der National Hockey League (NHL). Die Coyotes setzten ihn im Verlauf des Spieljahres 2003/04 hauptsächlich in ihrem Farmteam, den Springfield Falcons, in der American Hockey League (AHL) ein. Seine dortigen Leistungen bescherten Stutzel im Saisonverlauf auch neun NHL-Einsätze für Phoenix selbst, in denen er allerdings punktlos blieb. Für Springfield kam er in 62 Partien auf 24 Punkte. Aufgrund des Lockouts der NHL-Saison 2004/05 kamen in der folgenden Spielzeit keine weiteren Einsätze zu Stutzels Vita hinzu. Stattdessen verbrachte er die Saison bei den Utah Grizzlies in der AHL sowie den Idaho Steelheads in der ECHL. Bei den Steelheads lief der Angreifer auch den größten Teil der Spielzeit 2005/06 auf.
Gegen Ende der Saison verließ der Offensivspieler allerdings das Team und wechselte für den Saisonendspurt zum finnischen Klub Tappara Tampere in die SM-liiga. Inklusive der Playoffs kam er zu 19 Einsätzen für den finnischen Traditionsverein. Zur Spielzeit 2006/07 kehrte Stutzel allerdings in die ECHL zurück, wo er sich den Victoria Salmon Kings aus seiner Geburtsstadt Victoria anschloss. Mit 56 Scorerpunkten in 66 Spielen hatte er maßgeblichen Anteil an der erstmaligen Qualifikation für die Playoffs um den Kelly Cup. Dennoch verließ der Linksschütze den Klub und heuerte für die Saison 2007/08 abermals in Europa an. Er verbrachte das Jahr beim schottischen Klub Edinburgh Capitals in der britischen Elite Ice Hockey League (EIHL). Im Anschluss beendete der 29-Jährige seine Profikarriere und trat in der Folge ausschließlich im kanadischen Amateureishockey in Erscheinung.

## Karrierestatistik
(Legende zur Spielerstatistik: Sp oder GP = absolvierte Spiele; T oder G = erzielte Tore; V oder A = erzielte Assists; Pkt oder Pts = erzielte Scorerpunkte; SM oder PIM = erhaltene Strafminuten; +/− = Plus/Minus-Bilanz; PP = erzielte Überzahltore; SH = erzielte Unterzahltore; GW = erzielte Siegtore; 1 Play-downs/Relegation; Kursiv: Statistik nicht vollständig)